# Albin Zagórski
Albin Zagórski (ur. 2 marca 1846 w Nadorożnej (powiat tłumacki), zm. 24 maja 1910 we Lwowie) – polski architekt.

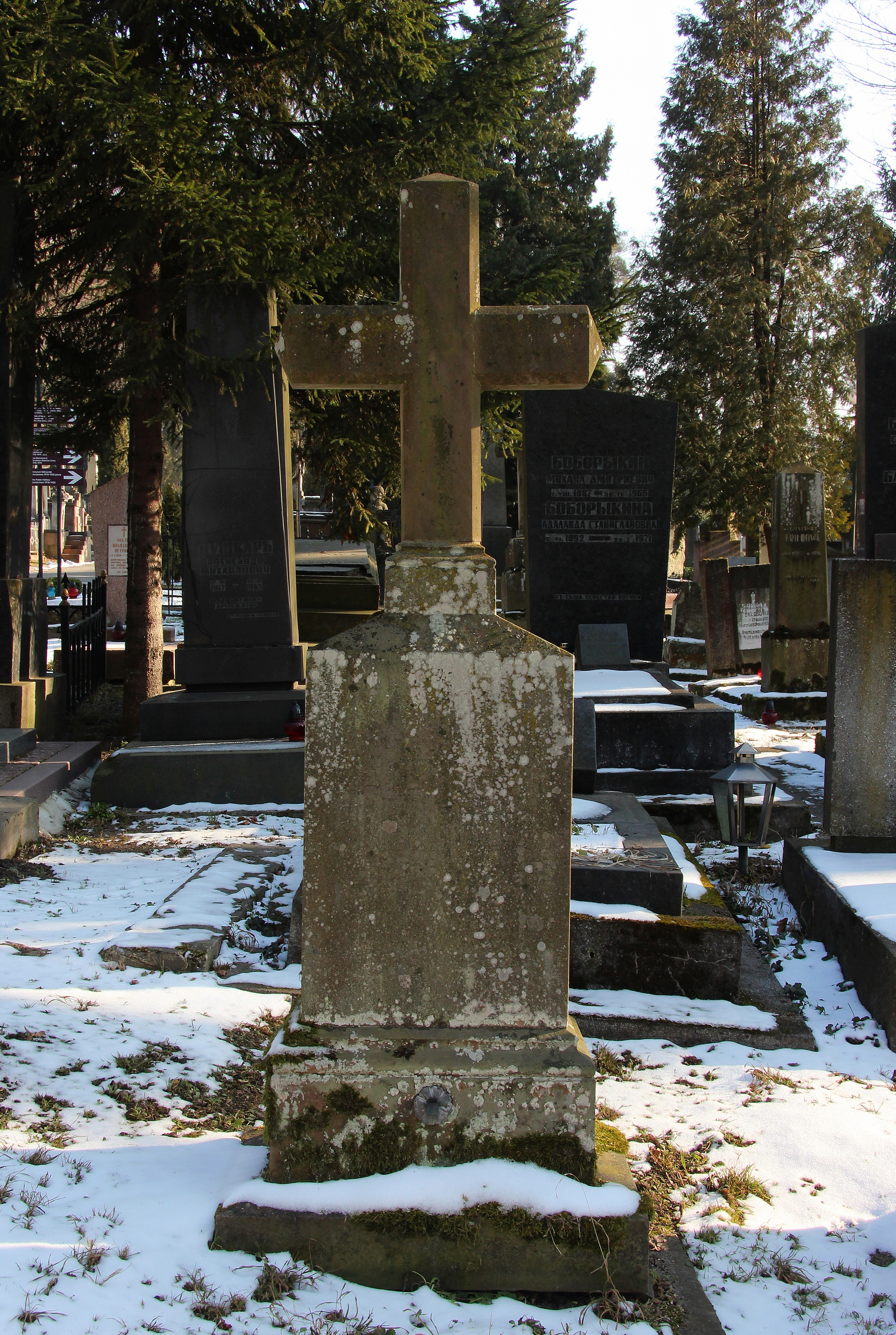
Nagrobek Albina Zagórskiego

## Życiorys
Syn Franciszka i Kajetany Skrzypeckiej. Walczył w powstaniu styczniowym, w stopniu podoficera służył w oddziałach Józefa Wysockiego, Józefa Władysława Ruckiego. Podczas bitwy pod Wolą Skromowską dostał się do niewoli, a następnie zesłany na Syberię. Powrócił w 1867 do Lwowa i rozpoczął studia w Akademii Technicznej, którą ukończył w 1873. W 1877 został członkiem Polskiego Towarzystwa Politechnicznego we Lwowie, w tym samym roku otrzymał uprawnienia do wykonywania zawodu architekta. Od 1878 do 1894 tworzył wspólną pracownię architektoniczną z Zygmuntem Kędzierskim i Alfredem Kamienobrodzkim. Był przewodniczącym towarzystwa uprawnionych budowniczych.
Został pochowany na Cmentarzu Łyczakowskim we Lwowie.

## Dorobek architektoniczny
- Kamienica dochodowa przy ulicy Petra Doroszenki 64 (Sykstuska, od 1938 Obrońców Lwowa) we Lwowie (1881);
- Dom przy ulicy Salomei Kruszelnickiej 1, З, 13, 15, 17, 19 – 19A, 21 (Józefa Kraszewskiego) we Lwowie, współautor Leonard Marconi (1878-1894);
- Kierownictwo budowy budynku stowarzyszenia „Sokół” na rogu ulic Dżochara Dudajewa 8 (Chorążczyna, wcześniej Józefa Bartłomieja Zimorowicza) i Pawła Kowżuna 11 (Sokoła) we Lwowie, projekt Alfreda Kamienobrodzkiego i Władysława Halickiego (1882-1886);
- Żelbetonowy mostek w parku przy Politechnice Lwowskiej, współautor Maksymilian Thullie (1892);
- Kierownictwo budowy Banku Kredytowego przy Prospekcie Swobody 10 (Wały Hetmańskie) we Lwowie, projekt Hipolita Śliwińskiego (1898);
- Budynek klasztoru Zmartwychwstańców przy ulicy Piekarskiej 59 we Lwowie, po 1919 internat, współautor Łukasz Bodaszewski (1888-1890);
- Gmach towarzystwa Sokół w Rzeszowie, projekt powstał w 1891, a został zrealizowany rok później;
- Kamienica przy ulicy Piekarskiej 24 we Lwowie (1898);
- Rozbudowa kościoła pw. Podwyższenia Krzyża Świętego w Brzozdowcach (1903);
- Budowa koszar w Tarnopolu[2].